# Zubenelgenubi
Alpha Librae (α Lib / α Librae) è la seconda stella più luminosa nella costellazione della  Bilancia (malgrado nella nomenclatura di Bayer sia riportata come "alpha"). Il suo nome tradizionale è Zubenelgenubi.
Dista approssimativamente 77 anni luce dal Sole.

## Osservazione

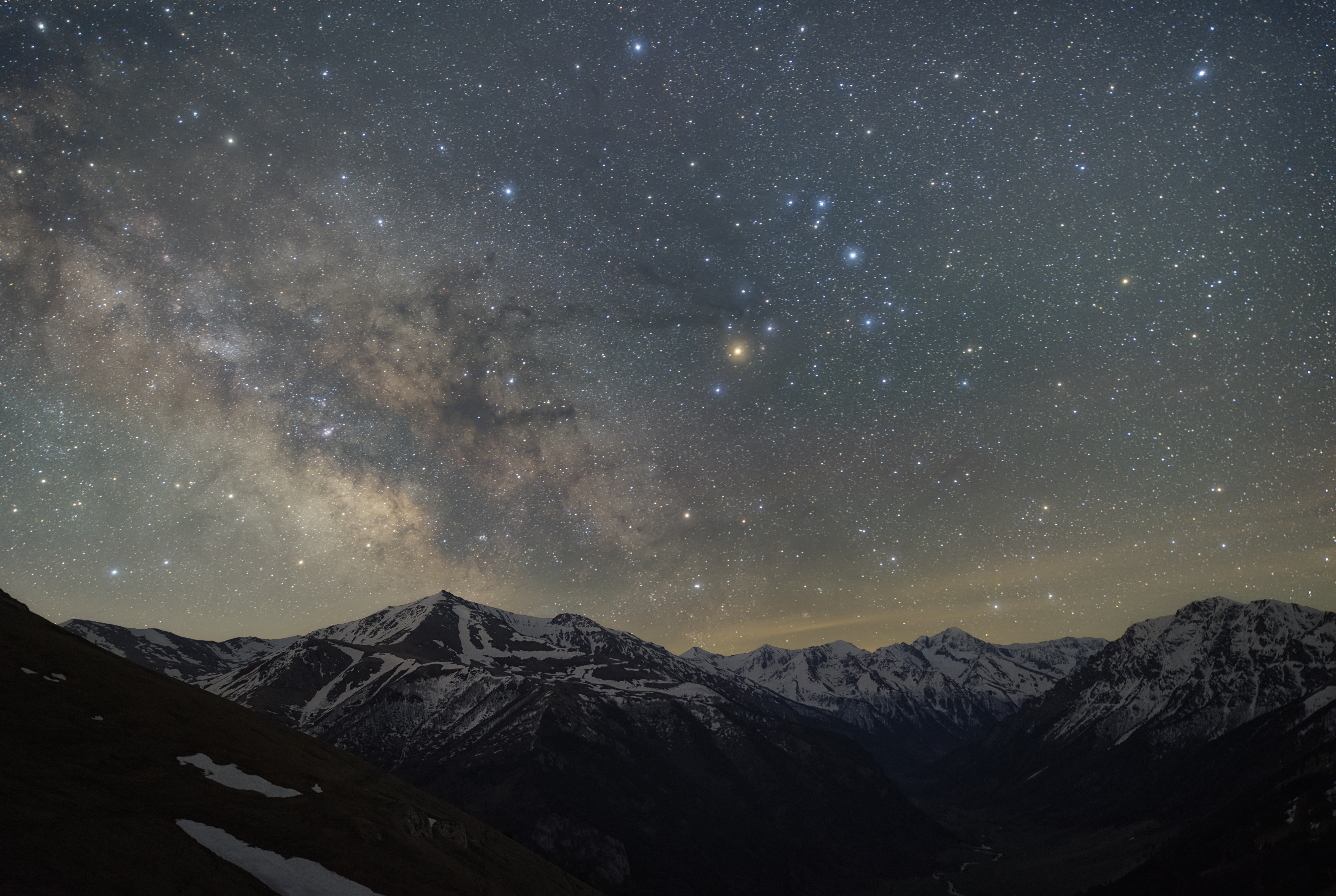
In questo campo stellare dominato dalla Via Lattea, dalla porzione superiore della costellazione dello Scorpione e dalla rossa Antares, Zubenelgenubi è la stella brillante visibile in prossimità dell'angolo superiore destro.

Si tratta di una stella situata nell'emisfero celeste australe; grazie alla sua posizione non fortemente australe, può essere osservata dalla gran parte delle regioni della Terra, sebbene gli osservatori dell'emisfero sud siano più avvantaggiati. Nei pressi dell'Antartide appare circumpolare, mentre resta sempre invisibile solo in prossimità del circolo polare artico. La sua magnitudione pari a 2,74 le consente di essere scorta con facilità anche dalle aree urbane di moderate dimensioni. Si tratta di una binaria visuale. Poiché Zubenelgenubi è assai prossima all'eclittica, può essere facilmente occultata dalla Luna e (molto raramente) da un pianeta. L'ultima occultazione planetaria è occorsa il 25 ottobre 1947, quando Zubenelgenubi è stata occultata da Venere; la prossima avverrà il 10 novembre 2052 con Mercurio.
Il periodo migliore per l'osservazione di Zubenelgenubi nel cielo serale ricade nei mesi compresi fra fine marzo e agosto; da entrambi gli emisferi il periodo di visibilità rimane indicativamente lo stesso, grazie alla posizione della stella non lontana dall'equatore celeste.

## Caratteristiche fisiche
Come detto, si tratta di una binaria visuale composta da due stelle separate nel cielo da una distanza angolare di 231" (3'51"). La più brillante delle due è una stella bianca di tipo spettrale A3 classificata come subgigante bianca, con una magnitudine apparente di 2,8 e una assoluta di 1,1 designata come α2 Librae. La sua compagna è una stella di tipo F4 con una magnitudine apparente di 5,2 e una assoluta 3,5 denominata α1 Librae. L'angolo di posizione della compagna è di 314 gradi ed è separata in realtà di 5500 UA dalla compagna, ed il periodo orbitale della stessa è superiore ai 200 000 anni.
Entrambe le componenti sembrano essere a loro volta binarie spettroscopiche.
Un'altra stella, denominata KU Librae e separata di 2.6°, sembra mostrare lo stesso moto proprio delle compagne ed essere legata gravitazionalmente al sistema nonostante disti da queste un parsec, rendendo così Alfa Librae un sistema quintuplo

## Etimologia
Il nome, dall'arabo الزبن الجنوبي (al-zuban al-janūbiyy), significa chela del sud ed è stato coniato prima che la Bilancia fosse distinta dalla costellazione dello Scorpione. I nomi alternativi Kiffa Australis ed Elkiffa Australis, parziale traduzione latina dall'arabo al-kiffah al-janūbiyyah, significano "piatto meridionale (della bilancia)".